# هيلاري بريس
هيلاري بريس (بالإنجليزية: Hilary Brace)‏ هي مصممة مطبوعات ومصورة أمريكية، ولدت في 1956 في سياتل في الولايات المتحدة.